# همبستگی ژنتیکی
در ژنتیک کمی چندمتغیره، یک همبستگی ژنتیکی یا همبستگی ژنی (به انگلیسی: Genetic correlation) (نشان داده شده با{\displaystyle r_{g}} یا {\displaystyle r_{a}}) نسبت واریانسی است که دو صفت به دلیل علل ژنی به اشتراک می‌گذارند، همبستگی بین تأثیرهای ژنتیکی بر یک صفت و تأثیرهای ژنتیکی بر یک صفت متفاوت دیگر برآورد درجه چندنمودی یا همپوشانی علّی است. همبستگی ژنتیکی صفر نشان می‌دهد که اثر ژنتیکی روی یک صفت مستقل از دیگری است، در حالی که همبستگی ۱ نشان می‌دهد که همه تأثیرهای ژنتیکی روی دو صفت یکسان هستند. همبستگی ژنتیکی دومتغیره را می‌توان به استنباط عوامل متغیر پنهان ژنتیکی در طول ۲ صفت با استفاده از تحلیل عاملی است. مدل‌های همبستگی ژنتیکی در سال‌های ۱۹۷۰–۱۹۸۰ در درون ژنتیک رفتاری شناسایی شدند.
همبستگی‌های ژنتیکی در اعتبارسنجی نتایج مطالعه همخوانی سراسر گسترده ژنوم (GWAS)، اصلاح نژاد، پیش‌بینی صفات و کشف سبب‌شناسی صفات و بیماری‌ها کاربرد دارد.